# Station Wola Michowa
Station Wola Michowa is een spoorwegstation in de Poolse plaats Wola Michowa.